# Samsung Galaxy J3 (2018)
El Samsung Galaxy J3 (2018) (también conocido como Galaxy J3 Star, Galaxy J3 Aura, Galaxy J3 V (2018) y Galaxy Amp Prime 3) es un teléfono inteligente Android fabricado por Samsung Electronics lanzado el 8 de junio de 2018.

## Especificaciones

### Hardware
El Galaxy J3 (2018) funciona con un SoC Exynos 7570 que incluye un quad-core 1.4 CPU ARM Cortex-A53 de GHz, una GPU ARM Mali-T720MP2 con 2 GB de RAM y 16 GB de almacenamiento interno que se puede ampliar hasta 400 GB a través de una tarjeta microSD. 
Tiene una pantalla LCD de 5,62 pulgadas con una resolución de 720p. La cámara trasera de 8 MP cuenta con apertura f/1.9, enfoque automático, flash LED, HDR y video Full HD. La cámara frontal tiene 5 MP con apertura f/2.2.

### Software
El Galaxy J3 (2018) funciona con Android 8.0.0 "Oreo" y la interfaz de usuario Experience de Samsung. Verizon lo promociona como J3 (2018) y J3 V (2018), se pueden actualizar a 9 "Pie" y One UI.